# Pietro Tacchini
Pietro Tacchini (født 21. marts 1838 i Modena, død 24. marts 1905 sammesteds) var en italiensk astronom.
Tacchini studerede astronomi i Padua, var 1859—63 astronom og midlertidig direktør for observatoriet i Modena, ansattes 1863 ved observatoriet i Palermo og var 1879—1902 direktør for Osservatorio del Collegio Romano, 1879—99 tillige direktør for Ufficio centrale di Meteorologia, begge i Rom. I 1872 grundede Tacchini Società degli spettroscopisti italiani og redigerede dets tidsskrift, fra 1899 sammen med Riccò, og har heri offentliggjort sine talrige observationer og studier 1871—1900 af solpletter og solfakler, hvorfor han 1888 fik Rumfordmedaljen fra Royal Society i London og 1892 Janssens medalje fra Akademiet i Paris. I 1883 henledte Tacchini, som observerede alle de større solformørkelser fra 1870 til sin død, opmærksomheden på de "hvide" protuberanser. Venuspassagen 1874 observerede Tacchini i Muddapur i Bengalen. I 1880 fik Tacchini oprettet observatoriet på Ætna, 1885 observatoriet i Catania, og 1895 grundede han Società sismologica italiana. Hans i Palermo udførte meridianobservationer af 1001 stjerner mellem — 18°'s og — 29°'s deklination er meddelte i Bulletino meteorologico del Regio Osservatorio di Palermo 1867—69. Tacchini beskæftigede sig meget med observation af stjerneskud, og 1895 førte observationer af Venus ham til det resultat, at denne planet har en bunden rotation.